# Nelson Sossa
Nelson Sossa Chávez (ur. 14 marca 1986 w La Paz) – boliwijski piłkarz występujący na pozycji napastnika. Obecnie występuje w klubie Club Jorge Wilstermann. W 2009 roku grał w Club Aurora.